# Понте (Валле-д’Аоста)
Понте́ (фр. Pontey) — коммуна в Италии, располагается в автономном регионе Валле-д’Аоста.
Население составляет 780 человек (2008 г.), плотность населения составляет 52 чел./км². Занимает площадь 15 км². Почтовый индекс — 11024. Телефонный код — 0166.
Покровителем коммуны почитается святитель Мартин Турский, празднование 11 ноября.

## Демография
Динамика населения:

## Администрация коммуны
- Телефон: 16630131